# Théâtre des Vampires
Théâtre des Vampires je dom pariških vampira u Vampirskim kronikama, seriji romana Anne Rice, a najviše se spominje u "Intervjuu s vampirom" i "Vampiru Lestatu". 

## Povijest
U "Intervjuu s vampirom" saznaje se jako malo o povijesti Théâtre des Vampiresa, koje služi kao prividno okupljalište smrtnika. Glumci (koji su zapravo vampiri) izvode predstave u kojima predstavljaju svoje vampirske sposobnosti, te piju krv drugima pred očima publike koja misli da je sve to dio predstave.
U drugoj knjizi, "Vampiru Lestatu", govori se mnogo više. U prošlosti je Lestat bio glumac u Théâtreu, a na direktorov nagovor ga je i kupio. Vodili su ga ljudski glumci i direktor dok Lestat nije otkrio sotonski kult vampira i počeo dovoditi njihove sljedbenike i tako uništavati kult. Zatvorio je Théâtre i poslao ljude u Englesku da ih zaštiti. Uto su četiri vampira pobjegla iz kulta i molila Lestata da im dopusti da se u Théâtreu sakriju od svog vođe Armanda, koji je uništio ostale sljedbenike radi masovnog očaja koji je Lestat uzrokovao uplićući se u njihovu privatnost. 
Dogovorili su se s Armandom da može ostati u Théâtreu kao glumac ili ako želi da može biti direktor. Prije toga, Nicholas de Lenfent, Lestatov stari prijatelj s kojim je došao u Pariz, tražio je od Lestata da mu da Théâtre, ali Lestat je odbio. Ipak, ostao je raditi kao pisac i glazbenik. Lestat je dao svoje dio Eleni, jednoj od bivših sljedbenica Armandovog kulta. 
Nakon toga, vratio se u Ameriku u Louisom i Claudijom, te otkriva da je grupa vampira otišla i da je Armand sad vođa. Armand nastavlja voditi Théâtre s drugom grupom vampira dok ga Louis nije zapalio nakon smrti Claudije. 
U jednom je intervjuu Anne Rice izjavila da prilikom pisanja knjige nije znala da je u Parizu zapravo postojalo kazalište koje se zvalo Theatre of Vampires.